# 佐原信用金庫
佐原信用金庫（さわらしんようきんこ、英語：Sawara Shinkin Bank）は、千葉県香取市に本店を置く信用金庫である。
ATMでは、他の信用金庫のカードによる入出金は自信金扱いとなる（特に土曜日<祝日と重なる土曜日は除く>における他信金カードによる出金に関しては、手数料無料時間帯が9:00～14:00の間の他に14:00～17:00の間も設定されている）。

## 沿革
- 1929年4月 - 有限責任佐原信用組合として業務を開始。
- 1950年4月 - 市街地信用組合法が廃止されて信用協同組合に改組。
- 1951年10月 - 信用金庫法の施行により佐原信用金庫に改組。
- 1984年3月 - CD（キャッシュディスペンサー）の全店設置が完了。
- 2000年12月 - しんきんゼロネットサービスの取扱いを開始。
- 2001年1月 - ATMの365日稼動を開始。
- 2021年1月18日 - この日から磁気の影響を受けにくい新しい通帳（Hi-Co通帳）を取扱開始した(Hi-Co通帳に対応していない信用金庫ATMではHi-Co通帳は使えない。) [1]。